# ۴۳۸ (پیش از میلاد)
۴۳۸ (پیش از میلاد) ۴۳۸مین سال قبل از تقویم میلادی است.